# Кислица, Антонина Васильевна
Антонина Васильевна Кислица (18 ноября 1940, село Литвиново, Бузулукский район, Оренбургская область — август 2022) — доярка колхоза «Дружба» Бузулукского района Оренбургской области, Герой Социалистического Труда (1973).

## Биография
Родилась 18 ноября 1940 года в селе Литвиново Бузулукского района Оренбургской области в семье крестьянина.
Окончила школу и пошла работать на ферму.
Работая дояркой в колхозе «Дружба» Бузулукского района Оренбургской области, становится передовой дояркой колхоза «Дружба», а затем и района.
Указом Президиума Верховного Совета СССР от 6 сентября 1973 года за большие успехи, достигнутые во Всесоюзном социалистическом соревновании и проявленную трудовую доблесть в выполнении принятых обязательств по увеличению производства и заготовок продуктов животноводства в зимний период 1972—1973 годов, Кислице Антонине Васильевне присвоено звание Героя Социалистического Труда с вручением ордена Ленина и золотой медали «Серп и Молот».
С 1995 года была на пенсии. Проживала в Бузулукском районе Оренбургской области.
С 2013 года — член Совета старейшин при губернаторе Оренбургской области.
Скончалась 28 августа 2022 года. Похоронена в Бузулуке.

## Награды
- Герой Социалистического Труда (1973)
- Орден Ленина (1973)
- Орден Трудового Красного Знамени (1971)
- медали